# Лудвиг VI фон Йотинген
Лудвиг VI фон Йотинген (на немски: Ludwig VI von Oettingen; * пр. 1288 в Харбург; † 29 септември 1346 във Виена) е граф на Йотинген в Швабия, Бавария.
Той е големият син на граф Лудвиг V фон Йотинген († 9 ноември 1313) и съпругата му бургграфиня Мария фон Цолерн-Нюрнберг († пр. 28 март 1299), дъщеря на бургграф Фридрих III фон Нюрнберг († 1297) и Елизабет фон Андекс-Мерания († 1272), дъщеря и наследник на херцог Ото I († 1234) от Андекска династия. Брат е на Фридрих I (* 1266, † 5 ноември 1311/3 март 1313), граф на Йотинген.

## Фамилия
Лудвиг VI фон Йотинген се жени пр. 3 септември 1288 г. за Анна фон Дорнберг († ок. 5 април 1299), дъщеря на фогт Волфрам IV фон Дорнберг (* ок. 1243, † 9 юни 1288) и Рихенца фон Ортенберг (* ок. 1236, † 14 октомври 1309). Те имат един син:
- Фридрих († сл. 1313)

Лудвиг VI фон Йотинген се жени втори път пр. 3 март 1313 г. за Агнес фон Вюртемберг (* 1295; † 18 януари 1317), дъщеря на граф Еберхард фон Вюртемберг († 1325) и третата му съпруга маркграфиня Ирменгард фон Баден († 1320), дъщеря на маркграф Рудолф I фон Баден. Те имат четири деца:
- Лудвиг IX фон Йотинген „Млади“ (* ок. 1310, † 22 юли 1342 във Венице, Италия)
- Еберхард фон Йотинген(† 10 ноември 1335), каноник във Фойхтванге, приор на Св. Гумберт в Ансбах
- Албрехт († 11 февруари 1357), женен пр. 31 януари 1348 г. за Аделхайд фон Ортенберг († ок. 17 август 1391)
- Ирмгард фон Йотинген (* ок. 1304, † 6 ноември 1399), омъжена август 1320 г. за пфалцграф Адолф при Рейн († 1327). Техният внук е германския император Рупрехт († 1410).

Лудвиг VI фон Йотинген се жени трети път на 26 април 1319 г. в Баден за Юта фон Хабсбург (* 1302; † март 1329 във Виена), дъщеря на херцог Албрехт I от Австрия, германски крал (1298 – 1308) († убит 1 май 1308), и съпругата му графиня Елизабета Тиролска († 1313). Те нямат деца.